# مهند الشدوخي
مهند الشدوخي مواليد 15 أبريل 1999 في ، السعودية، هو لاعب كرة قدم سعودي يلعب في نادي الأسياح.
بدأ مع نادي الرائد و أعير إلى نادي البكيرية ونادي النجمة ولعب بعدها مع نادي الأسياح.

## روابط خارجية
- مهند الشدوخي على موقع Soccerway.com (الإنجليزية)
- مهند الشدوخي على موقع كووورة